# Justin Eveson
Justin Cain Eveson (Perth, Australia, 10 de junio de 1980) es un nadador y jugador de baloncesto en silla de ruedas australiano que ha ganado medallas paralímpicas en ambos deportes.

## Vida personal
Eveson nació el 10 de junio de 1980, en el suburbio de Victoria Park de la ciudad de Perth.  En 1993, cuando tenía 12 años, le amputaron la pierna derecha por debajo de la rodilla después de un accidente con una máquina de aireación de césped.  Antes de su accidente, había jugado al baloncesto. En 2010, fue el patrocinador de los Juegos Universitarios Australianos. Trabaja como instructor de fitness, y su héroe personal es su padre. También sirve como Oficial de Membresía y Participación en los Deportes en Silla de Ruedas de Australia Occidental. Además del baloncesto competitivo y la natación, juega al golf.

## Natación

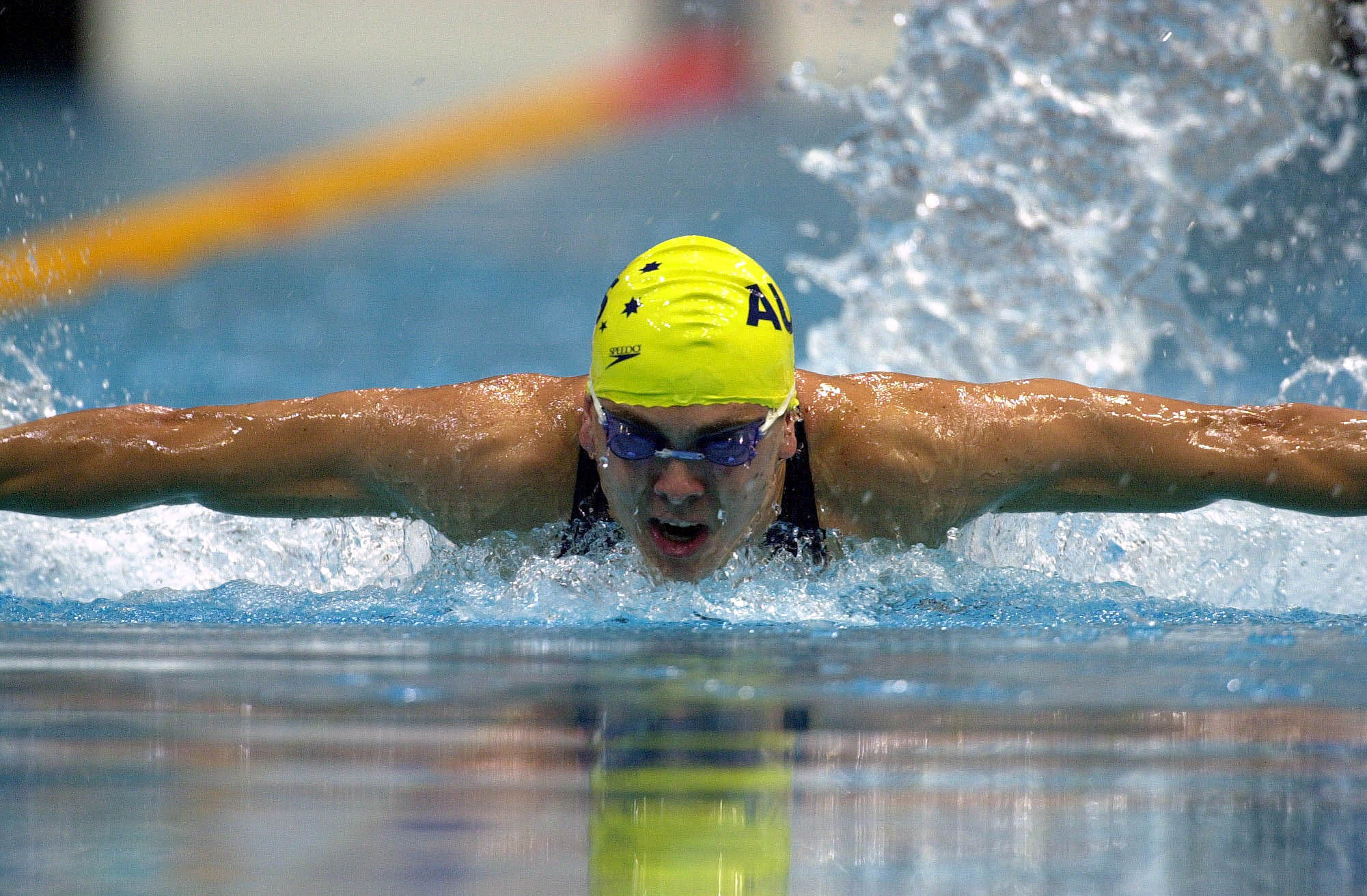
Toma en acción de Eveson durante el medley SM10 de 200 m en los Juegos Paralímpicos de Sídney 2000.

Eveson comenzó a competir en deportes para discapacitados en 1995, practicando natación y baloncesto en silla de ruedas. Alrededor de ese tiempo, decidió concentrarse en la natación. De 1996 a 1999, formó parte del programa Junior Sports Star de la Asociación de Deportes en Silla de Ruedas como nadador. Compitió en los Juegos Paralímpicos de Sídney 2000, donde ganó una medalla de plata en relevos 4 × 100 m estilo libre y una medalla de bronce en relevos 4 × 100 m.

## Baloncesto
La clasificación de los jugadores como Eveson es 4.5 y juega de ala-pívot. Evson comenzó a en silla de ruedas en 1995.  Su habilidad para jugar baloncesto ha sido apoyada por el Programa de Apoyo al Atleta Individual del Instituto de Deportes de Australia Occidental. En 2009, los equipos de baloncesto en los que Eveson jugó, ganaron todos los torneos en los que participó a nivel de club y de selección nacional.

### Equipo nacional
En 2002, Eveson hizo su primera aparición en el equipo nacional masculino de baloncesto en silla de ruedas de Australia.

#### Paralimpiadas

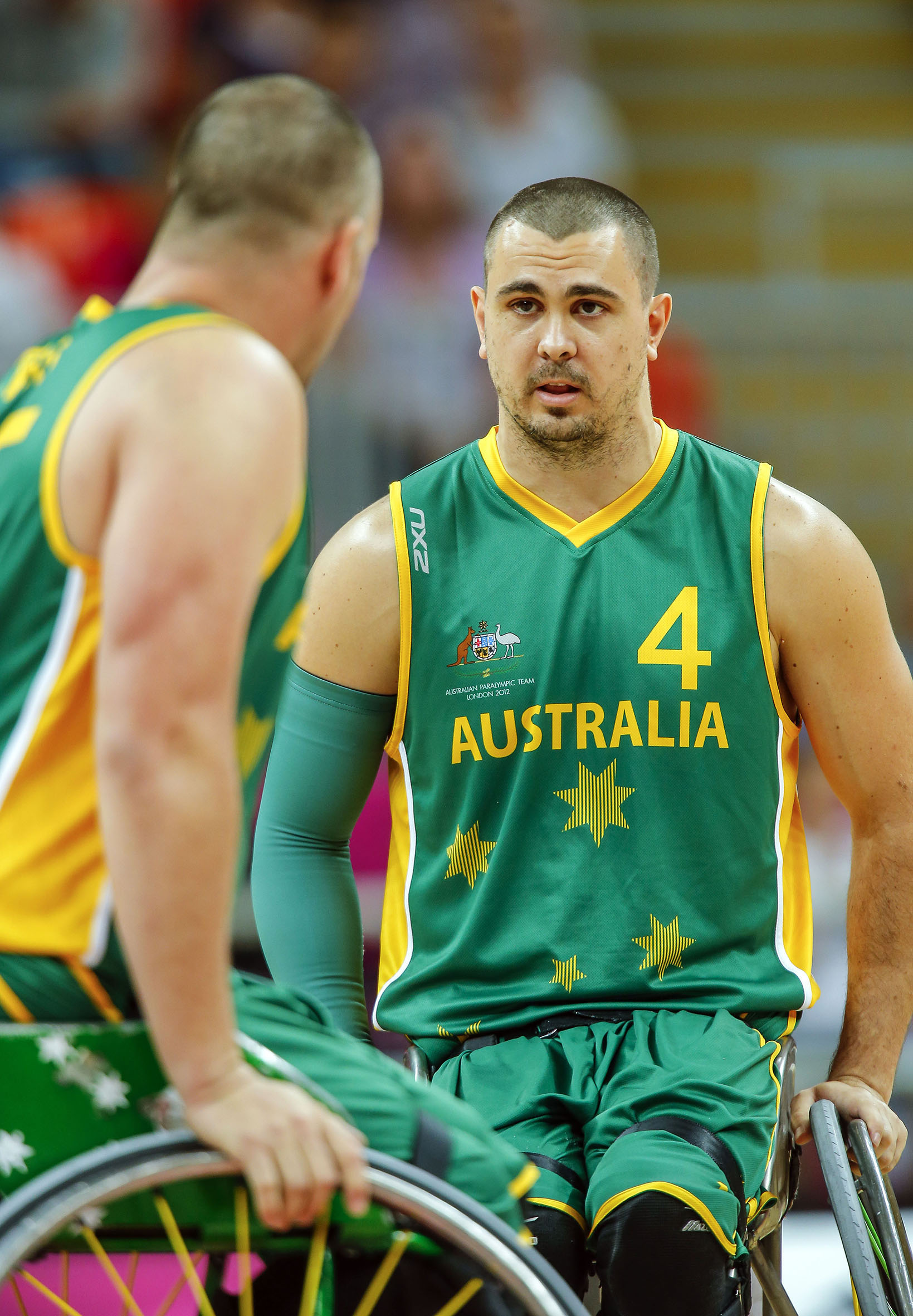
Eveson en los Juegos Paralímpicos de 2012.

Eveson formó parte del equipo nacional masculino de baloncesto en silla de ruedas de Australia que ganó la medalla de plata en los Juegos Paralímpicos de Atenas 2004, y del equipo nacional masculino de baloncesto en silla de ruedas de Australia que ganó la medalla de oro en los Juegos Paralímpicos de Pekín 2008, por lo que recibió la Medalla de la Orden de Australia. Fue el principal anotador del equipo.
En los Juegos Paralímpicos de Londres 2012 formó parte del equipo masculino australiano en silla de ruedas que ganó la plata.

#### Otras competiciones

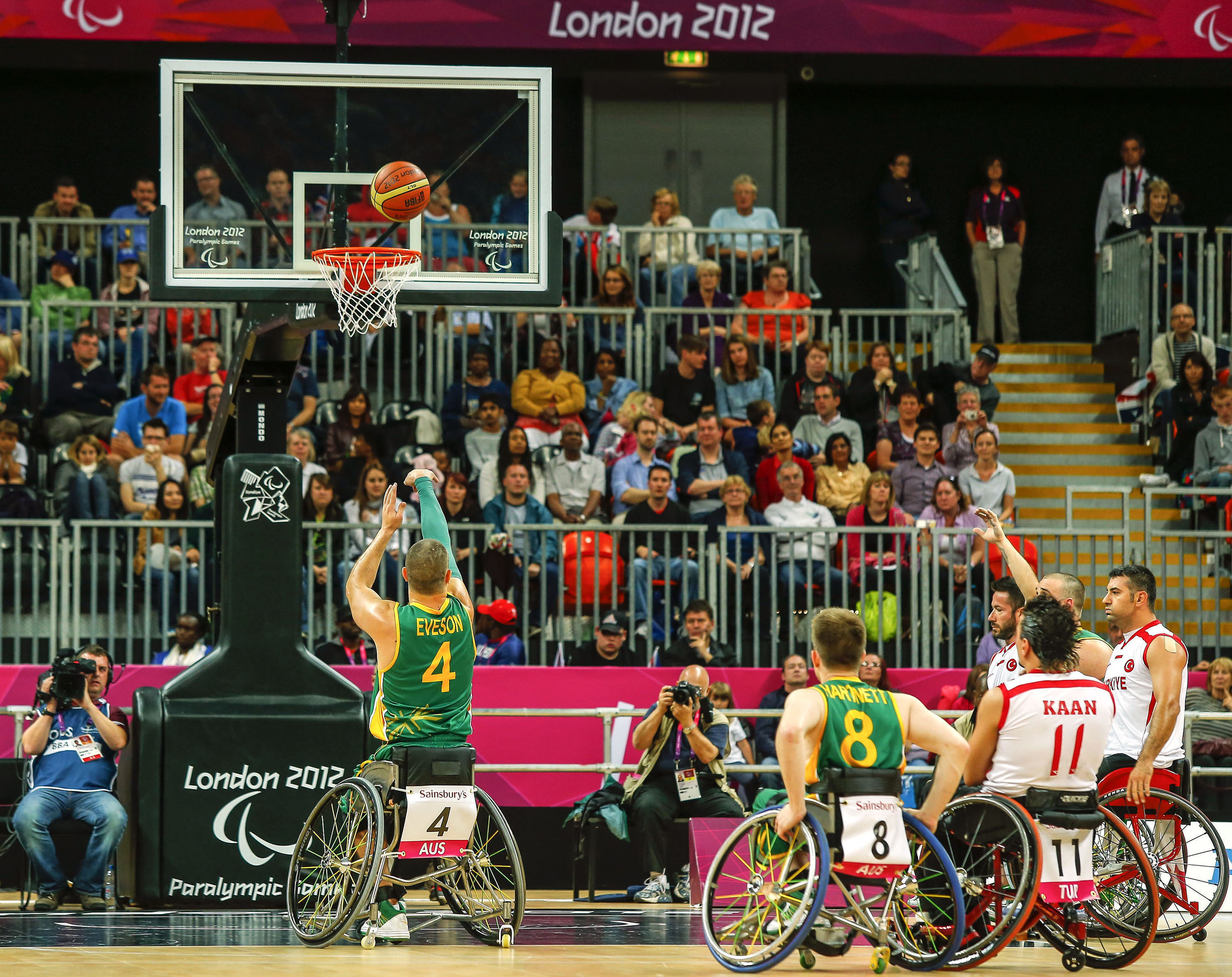
Eveson en los Juegos Paralímpicos de 2012 en Londres.

En 2006, Eveson formó parte del equipo que ganó una medalla de bronce en los Campeonatos Mundiales. En 2008, formó parte del equipo que obtuvo la plata en la prueba paralímpica de Pekín. Ese año, fue capitán del equipo australiano que ganó el oro en la Copa Mundial Paralímpica celebrada en Mánchester, Inglaterra. En 2009, formó parte del equipo ganador del oro australiano en el Campeonato de Asia y Oceanía de la IWBF y del equipo del Rollers World Challenge de 2009 que ganó el oro. En el torneo, anotó 25 puntos, tuvo 5 asistencias y 13 rebotes. Fue miembro del equipo nacional masculino de baloncesto en silla de ruedas de Australia que compitió en el Campeonato Mundial de Baloncesto en Silla de Ruedas de 2010,  que ganó una medalla de oro. Él y su compañero de equipo australiano Shaun Norris fueron reconocidos por su desempeño en el torneo al ser nombrados como uno de los World All-Star Five para el torneo. Fue miembro del equipo de los Rollerss que ganó la medalla de oro en el Campeonato Mundial de Baloncesto en Silla de Ruedas de 2014.

### Club de baloncesto
Ha jugado al baloncesto profesional en silla de ruedas en Australia, Italia, España y Turquía. En 2001, Eveson hizo su debut en el baloncesto de club con los Perth Wheelcats de la Liga Nacional de Baloncesto en Silla de Ruedas (NWBL). Su equipo ganó el campeonato de la liga ese año, y Evenson fue nombrado el MVP para el juego de campeonato. Ese año, los Wheelcats fueron también los campeones del mundo. En 2008, jugó al baloncesto en Turquía para el Galatasaray. Ese año, su equipo ganó la Copa de Campeones de Europa. Fue nombrado Jugador Más Valioso del partido de campeonato y fue nombrado como parte del All-Star Five para el torneo. En 2010, jugó para los Perth Wheelcats cuando ganaron el campeonato de la liga. En 2011, estaba jugando para los Perth Wheelcats. En el primer partido de la temporada contra los Wollongong Roller Hawks, anotó 35 puntos.

## Reconocimientos
Eveson ganó el premio a la Estrella Deportiva en Silla de Ruedas de Australia Occidental con Brad Ness en 2003. En 2008, recibió la Medalla Sandy Blythe otorgada al Jugador Internacional en Silla de Ruedas del Año. En 2009, los Premios Laureus al Atleta Mundial del Año lo nombraron como uno de sus finalistas. En 2010, fue nombrado uno de los nominados a la Estrella Deportiva ANZ de Australia Occidental en la categoría de baloncesto en silla de ruedas.